# Spiradiclis guangdongensis
Spiradiclis guangdongensis är en måreväxtart som beskrevs av Hsien Shui Lo. Spiradiclis guangdongensis ingår i släktet Spiradiclis och familjen måreväxter. Inga underarter finns listade i Catalogue of Life.